# William Mitchell Ramsay

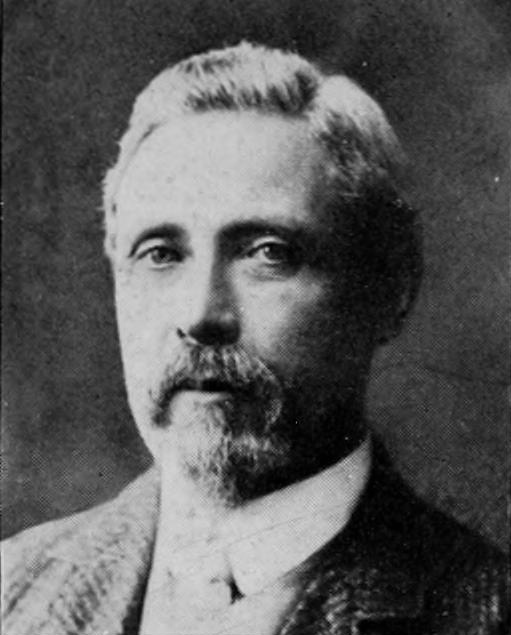
William Mitchell Ramsay

Sir William Mitchell Ramsay (Glasgow, 15 de marzo de 1851 - Bournemouth, 20 de abril de 1939) fue un arqueólogo británico y erudito del Nuevo Testamento. Era escéptico con el cristianismo pero se convirtió tras constatar la exactitud de muchos de los hechos narrados en el Nuevo Testamento.

## Biografía
En 1880 Ramsay recibió una beca de la Universidad de Oxford para viajar e investigar en Grecia. En Esmirna, conoció a sir C. W. Wilson, entonces cónsul general británico en la península de Anatolia, que le asesoró sobre lugares aptos para la expedición. Ramsay y Wilson hicieron dos viajes entre 1881 y 1882.
Dudaba de la veracidad del libro de los Hechos de los Apóstoles, escrito por San Lucas. Tras sus viajes por Oriente Medio, llegó a la conclusión de que San Lucas no había cometido ninguna inexactitud histórica y que ese libro solo pudo haber sido escrito por alguien que viviese en aquel lugar en aquella época.
También descubrió la exactitud del relato de Evangelio de San Lucas 2:1-7.
Como aficionado a la arqueología, descubrió cerca de Éfeso, en Turquía, el Epitafio de Saikilos (o también llamado Epitafio de Sícilo), con la inscripción conocida más antigua de una composición musical completa. Escribió un artículo sobre esto en 1883.
También escribió: «La Iglesia en el Imperio Romano» (1895), «San Pablo: el viajero y ciudadano romano» (1896),  «Un comentario histórico sobre la epístola de San Pablo a los gálatas» (1899), «Cartas a las Siete Iglesias de Asia» (1904) y «Estudio paulino y otros sobre la historia temprana del cristianismo» (1906).